# Dombaiulgeni
Dombaiulgeni (georgiska: დომბაიულგენი), eller Dombaj-Ulgen (ryska: Домбай-Ульген), är ett berg på gränsen mellan nordvästra Georgien och Ryssland. Toppen på Gora Dombay-Ul'gen är 4 046 meter över havet.